# Cinco Villas
Pour les articles homonymes, voir Cinco Villas (homonymie).
Les Cinco Villas (littéralement les cinq villes) est une comarque au nord de la Province de Saragosse, dépendant de la communauté autonome d'Aragon (Espagne). C'est la plus étendue des comarques d'Aragon. Le nom des cinq villes historiques sont Uncastillo, Tauste, Sádaba, Ejea de los Caballeros (capitale actuelle), et Sos del Rey Católico (ancienne capitale).

## Géographie
Les comarques limitrophes : 
- Nord – Jacetania
- Est – Hoya de Huesca
- Sud – Ribera Alta del Ebro, Saragosse et Campo de Borja
- Ouest – Communauté forale de Navarre

## Communes
Les communes composant la comarque sont : Ardisa, Asín, Bagüés, Biel, Biota, Castejón de Valdejasa, Castiliscar, Ejea de los Caballeros, Erla, El Frago, Isuerre, Layana, Lobera de Onsella, Longás, Luesia, Luna, Marracos, Navardún, Orés, Las Pedrosas, Piedratajada, Los Pintanos, Puendeluna, Sádaba, Sierra de Luna, Sos del Rey Católico, Tauste, Uncastillo, Undués de Lerda, Urriés, Valpalmas.